# Gustave Gosselin
Pour les articles homonymes, voir Gosselin.
Gustave Gosselin (dit Taf), né le 28 décembre 1927 à Quevaucamps et mort le 3 février 1986 à Mont-sur-Marchienne, est un pilote automobile belge de courses de côte et rallyes (années 1950), puis de compétitions sur circuits pour voitures de sport (années 1960, dont Sport-prototypes de 1968 -Alfa Romeo T33- à 1971 -Lola T70-).

## Biographie
Sa carrière en course s'étale sur une vingtaine d'années, du tout début des années 1950 lors d'épreuves nationales en côte et en rallye, à octobre 1971 durant les 1 000 kilomètres de Paris sur la Lola T70, associé une nouvelle fois à Teddy Pilette. 
Ses premières épreuves internationales ont lieu en 1955 (Liège-Rome-Liège, et Mille Miglia sur Mercedes-Benz 180D).
Durant les années 1960, il dispute de nombreuses courses pour l'Écurie Francorchamps, l'Équipe Nationale Belge, et le Racing Team V.D.S. (pour ce dernier essentiellement de 1968 à 1971 sur Protos, rejoigant Pilette en place depuis 1967, puis faisant souvent équipe avec ce dernier au début des années 1970).
Il participe à six reprises aux 24 Heures du Mans entre 1965 et 1971. Lors de sa première apparition, le dimanche, à moins de deux heures de la fin de la course, la 250LM belge était en sécurité en tête lorsque Gosselin crève à la fin de la ligne droite des Hunaudières. Le pneu  explose et détruit la carrosserie à l'arrière. Gosselin réussit à ramener la voiture au stand, mais la longue réparation fait perdre sept tours à l'équipe. Finalement, l'équipe réussit à se hisser à la deuxième place du classement général. 

## Palmarès
- Rallye Stuttgart–Solitude 1957;

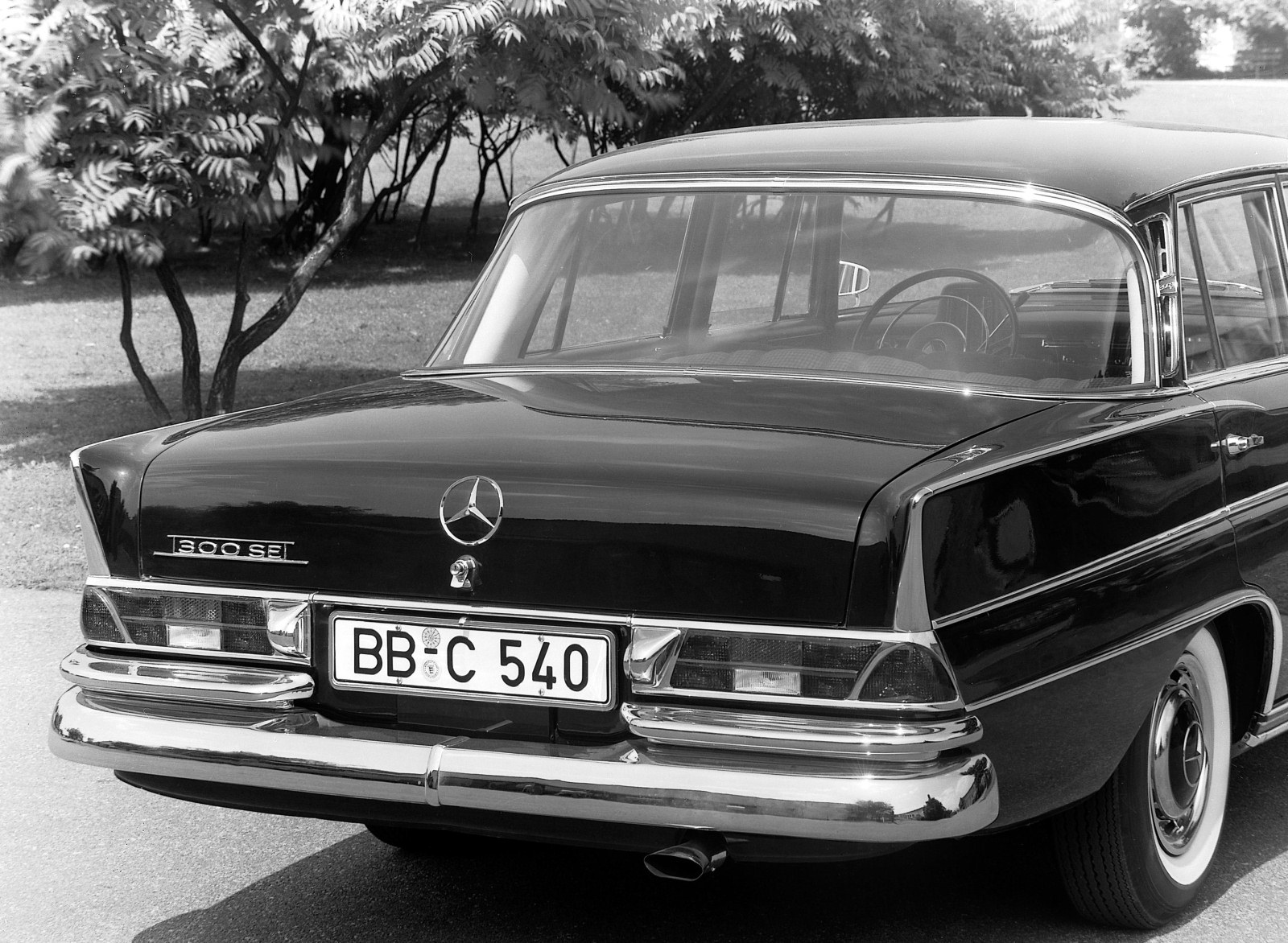
Arrière d'une Mercedes 300 SE (W112).

- Liège-Rome-Liège 1958 (victoire de classe 1.1L., sur Saab);
- Coupe Benelux 1961, sur Ferrari (à Zandvoort);
- 24 Heures de Spa 1964 avec Robert Crevits, sur Mercedes-Benz 300SE officielle (boîte de vitesses seule modifiée);
- 1 000 kilomètres de Vila Real 1970 avec Teddy Pilette, sur Lola T70 (Racing Team V.D.S.);
  - 2e des 24 Heures du Mans 1965 avec Pierre Dumay (dit Loustel), sur Ferrari 250 LM appartenat à ce dernier;
  - 2e des 500 kilomètres de Francorchamps 1965;
  - 2e du Trophée de la mer du Nord 1968 sur Alfa Romeo T33 (Base aérienne de Coxyde -Koksijde-);
  - 3e des 24 Heures de Spa 1966 avec Teddy Pilette, sur Alfa Romeo Giulia Sprint GTA.